# Moara Domnească, Prahova
Moara Domnească (mai vechi, Stelian Popescu) este un sat în comuna Râfov din județul Prahova, Muntenia, România.
Așezarea este atestată documentar în 1821.
Din 1947, satul poartă numele de Moara Domnească.
Se află la aproximativ 15 km de municipiul Ploiești și la aproximativ 50 km de București. Noua autostradă București-Brașov trece la aproximativ 7 km de Moara Domnească. Satul este traversat de pârâul Recelea și de râul Teleajen, care a provocat mai multe inundații, ultimul eveniment serios în 2006.